# El alma joven III
El Alma Joven III  es el tercer álbum de estudio del Cantautor mexicano Juan Gabriel, lanzado al mercado Por RCA Records el 4 de agosto de 1973 en México. También es el tercero de la trilogía debutante del cantautor. A diferencia de los primeros dos álbumes grabados y materializados en México, que junto a este conforman la trilogía, su compañía discográfica decidió trabajar el disco completamente en París, Francia, tras el éxito de su cálido debut y de su antecesor, acompañado de la orquesta de Paul Mauriat, de Jean Poll como arreglista y director en todos los temas y siendo músico de cabecera de Mauriat, y de Mireille Mathieu siendo corista en las canciones.  El sonido es totalmente fresco y distinto al de las dos primeras entregas.
El álbum fue lanzado exactamente 2 años después de la publicación del disco debut del artista.

## Versiones en otros idiomas
El tema «No quiero» fue grabado más adelante en portugués. Esta versión se incluyó tanto en el álbum Debo hacerlo de 1987 como en el recopilatorio 25 aniversario. Solos, duetos y versiones especiales de 1996, titulado como «Toma, Te Don la Vida».

## Lista de canciones
Todas las canciones compuestas por Alberto Aguilera Valadez.
| N.º | Título                          | Duración |  |
| 1.  | «Qué Divino Amor»               | 2:14     |  |
| 2.  | «Solo Fue Un Sueño»             | 2:58     |  |
| 3.  | «Ah, Ya Sé (Si la Miro Mañana)» | 2:37     |  |
| 4.  | «Volvamos Otra Vez»             | 3:13     |  |
| 5.  | «Esta Rosa Roja»                | 3:13     |  |
| 6.  | «En Esta Primavera»             | 3:20     |  |
| 7.  | «Nada Ni Nadie»                 | 2:31     |  |
| 8.  | «Ya No Puede Ser Posible»       | 2:31     |  |
| 9.  | «No Quiero»                     | 2:29     |  |
| 10. | «Corazón Sediento»              | 3:06     |  |

## Personal
- Alberto Aguilera Valadez - voz y composición.

- Paul Mauriat - director de orquesta.

- Jean Poll - arreglos y dirección en todos los temas; músico de cabecera.

- Mireille Mathieu - voz rítmica y coros.

- Hermanos Zavala (sin acreditar) - coros.

## Charts

### Posicionamiento en listas

#### Sencillos
| Año  | Sencillo                               | Posición pico en México |
| ---- | -------------------------------------- | ----------------------- |
| 1973 | «Nada ni nadie»/ «En esta primavera»   | #6                      |
| 1973 | «Nada ni nadie»/ «En esta primavera»   | #4                      |
| 1974 | «Esta Rosa roja»/ «No quiero»          | #2                      |
| 1974 | «Esta Rosa roja»/ «No quiero»          | —                       |
| 1974 | «Qué divino amor»/ «Solo fue un sueño» | —                       |
| 1974 | «Qué divino amor»/ «Solo fue un sueño» | —                       |